# Benedikt Pichler
Benedikt Pichler (Salisburgo, 20 luglio 1997) è un calciatore austriaco, attaccante dell'Hannover 96.

## Caratteristiche tecniche
È un'ala sinistra.

## Carriera
Cresciuto nel settore giovanile del Grödig, ha esordito fra i professionisti il 16 luglio 2016 in occasione dell'incontro di ÖFB-Cup vinto 4-0 contro l'Hohenems. Trasferitosi all'Austria Klagenfurt nel 2018, dopo una sola stagione è stato acquistato dall'Austria Vienna dopo aver segnato 8 reti in 22 presenze nella seconda divisione austriaca.
Ha debuttato in Bundesliga il 24 novembre 2019 giocando l'incontro pareggiato 0-0 contro l'Admira Wacker M..

## Statistiche
Statistiche aggiornate al 31 ottobre 2020.

### Presenze e reti nei club
| Stagione              | Squadra               | Campionato            | Campionato | Campionato | Coppe nazionali | Coppe nazionali | Coppe nazionali | Coppe continentali | Coppe continentali | Coppe continentali | Altre coppe | Altre coppe | Altre coppe | Totale | Totale | Totale |
| Stagione              | Squadra               | Comp                  | Pres       | Reti       | Comp            | Pres            | Reti            | Comp               | Pres               | Reti               | Comp        | Pres        | Reti        | Pres   | Reti   |        |
| --------------------- | --------------------- | --------------------- | ---------- | ---------- | --------------- | --------------- | --------------- | ------------------ | ------------------ | ------------------ | ----------- | ----------- | ----------- | ------ | ------ | ------ |
| 2016-2017             | Grödig                | RL                    | 23         | 5          | CA              | 4               | 0               |                    | -                  | -                  |             | -           | -           | 27     | 5      |        |
| 2017-2018             | Grödig                | RL                    | 26         | 10         | CA              | 1               | 0               |                    | -                  | -                  |             | -           | -           | 27     | 10     |        |
| Totale Grödig         | Totale Grödig         | Totale Grödig         | 49         | 15         |                 | 5               | 0               |                    | -                  | -                  |             | -           | -           | 54     | 15     |        |
| 2018-2019             | Austria Klagenfurt    | 1L                    | 22         | 8          | CA              | 1               | 1               |                    | -                  | -                  |             | -           | -           | 23     | 9      |        |
| 2019-2020             | Austria Vienna II     | 1L                    | 12         | 5          |                 | -               | -               |                    | -                  | -                  |             | -           | -           | 12     | 5      |        |
| 2019-2020             | Austria Vienna        | BL                    | 19         | 5          | CA              | 0               | 0               | UEL                | 0                  | 0                  |             | -           | -           | 19     | 5      |        |
| 2020-2021             | Austria Vienna        | BL                    | 6          | 1          | CA              | 2               | 1               |                    | -                  | -                  |             | -           | -           | 8      | 2      |        |
| Totale Austria Vienna | Totale Austria Vienna | Totale Austria Vienna | 25         | 6          |                 | 2               | 1               |                    | -                  | -                  |             | -           | -           | 27     | 7      |        |
| Totale carriera       | Totale carriera       | Totale carriera       | 108        | 34         |                 | 8               | 2               |                    | -                  | -                  |             | -           | -           | 116    | 36     |        |